# Nikolaï Orlov (lutte)
Pour les articles homonymes, voir Orlov et Nikolaï Orlov.
Nikolaï Orlov (russe : Николай Орлов) est un lutteur russe.

## Carrière
Nikolaï Orlov remporte la médaille d'argent dans la catégorie des moins de 67 kg en lutte gréco-romaine aux Jeux olympiques de 1908 à Londres.